# ナンシー・ランガット
ナンシー・ランガット（Nancy Jebet Langat、1981年8月22日 - ）はケニアの陸上競技選手、専門は1500mを主とする中距離走。北京オリンピック女子1500m金メダリスト。
2004年アテネオリンピックおよび2005年世界陸上競技選手権ヘルシンキ大会に女子1500mケニア代表として出場したが、いずれも予選敗退に終わった。2000年世界ジュニア陸上競技選手権で優勝するなど、ジュニア選手時代は800mの選手として成功を収めた。
2008年北京オリンピック1500mでは4分00秒23の自己ベストを記録し優勝、金メダルを獲得。女子800mで優勝したパメラ・ジェリモに続く、ケニア史上2人目の女子オリンピック金メダリストとなった。
2009年世界陸上競技選手権ベルリン大会では女子1500mに出場したが準決勝敗退の結果となった。
シドニーオリンピック男子マラソンケニア代表ケネス・チェルイヨットと結婚。北京で金メダルを獲得した2008年8月23日に6歳になった長男がいる。ラガトはケニア空軍に入隊し、ナイロビにあるモイ空軍基地に拠点を置いている。

## 主な戦績
| 年度 | 大会名                             | 開催地                            | 順位 | 種目     |
| ---- | ---------------------------------- | --------------------------------- | ---- | -------- |
| 1996 | 世界ジュニア陸上競技選手権         | シドニー（ オーストラリア）       | 3位  | 800m     |
| 1998 | 世界ジュニア陸上競技選手権         | アヌシー（ フランス）             | 2位  | 800m     |
| 2000 | 世界ジュニア陸上競技選手権         | サンティアゴ（ チリ）             | 優勝 | 800m     |
| 2004 | アフリカ陸上競技選手権             | ブラザヴィル（ コンゴ民主共和国） | 優勝 | 800m     |
| 2005 | 世界クロスカントリー選手権         | サンテティエンヌ（ フランス）     | 8位  | ショート |
| 2008 | アフリカ陸上競技選手権             | アディスアベバ（ エチオピア）     | 3位  | 1500m    |
| 2008 | 北京オリンピック                   | 北京（ 中華人民共和国）           | 優勝 | 1500m    |
| 2009 | IAAFワールドアスレチックファイナル | テッサロニキ（ ギリシャ）         | 優勝 | 1500m    |

### 記録
- 800m - 1分57秒75（2010年）
- 1500m - 4分00秒13（2010年）
- 1マイル - 4分28秒50（2013年）